# Subjektive Theorie
Subjektive Theorie beschreibt ein psychologisches Konzept, mit dem ein Sachverhalt erfasst und beschrieben werden kann. Subjektive Theorien entstehen „durch persönliche Erfahrungen und durch in praktischer Belehrung aufgebautes Wissen“. Der Gegensatz ist die objektive (wissenschaftliche) Theorie, die durch systematische Forschung entsteht und Ergebnisse liefert, die unter professionellen Standards entworfen und geprüft worden sind.
Als Gemeinsamkeit zwischen subjektiven und objektiven Theorien lässt sich eine Wenn-Dann-Beziehung feststellen. Demnach erlauben beide Theoriekonzepte das Aufstellen von Hypothesen, die sich an der Wirklichkeit „bewähren“ können. Anders als wissenschaftliche Theorien sind subjektive Theorien jedoch individuell, d. h. speziell, dass „sie sich nur als subjektives Wissen 'im Kopfe' ihres Trägers befinden“.  Daraus lässt sich ableiten, dass sie tief in der Psyche des Subjekts verankert sind, woraus geschlossen werden kann, dass sie Bestandteil eines lebenden Systems sind und demnach vergessen, aber auch unkontrolliert verändert werden können.
Daraus lässt sich Folgendes schließen: Subjektive Theorien entwickeln wir im Laufe unserer Lebensbiographie. Sie sind Teil unseres subjektiven Weltwissens und manifestieren sich unbewusst und unkontrolliert. Sie haben dabei großen Einfluss auf die Handlungsorientierung des aktiven Subjekts und sind schwer aufzubrechen. Sie dienen einem Einzelnen dazu, Bereiche seines Erlebens zu erklären, werden dabei aber nicht intersubjektiv geteilt.
Da subjektive Theorien für die Erklärung menschlichen Verhaltens außerordentlich wichtig sind (insbesondere dort, wo das Verhalten im Widerspruch zu geäußerten Vorstellungen steht), versuchen bestimmte Forschungsverfahren, sie im Rahmen qualitativ-empirischer Forschungsprozesse sichtbar zu machen. Der Begriff subjektive Theorien weist Ähnlichkeiten zu den Konzepten Deutungsmuster und Mentales Modell auf.
Prinzipiell können Subjektive Theorien alles zum Gegenstand haben, von der Astronomie über die Mineralogie, über Kunst bis hin zur Soziologie, sodass das Anwendungsgebiet dieses Forschungskonzeptes sehr groß und diversifiziert ist. Einsatzbereiche reichen von der Organisations-, zur Krankheits- bzw. Gesundheitsforschung, über die Fort- und Ausbildung, bis hin zur Fremdsprachenphilologie, zu den Wirtschaftswissenschaften, Kunstwissenschaften, Genderstudies etc. Am häufigsten aber widmet sich die Erforschung Subjektiver Theorien Phänomenen, die den Alltag der Befragten zum Gegenstand haben. In der Psychologie beispielsweise befasst sich die Qualitative Forschung damit. Resultat dessen ist: diverse empirische Untersuchungen zu Subjektiven Theorien aus den unterschiedlichsten Praxisfeldern, wie Schule, Erwachsenenbildung, Arbeit oder Beratung, die sich mit einer großen Bandbreite an Themen (Gesundheit, Krankheit, Organisationsentwicklung, Argumentieren etc.) und Personengruppen (Lehrer, Schüler, Erwachsenenbildner etc.) auseinandersetzen. Des Weiteren verdeutlichen einige Untersuchungen, dass Lehrkräfte aufgrund ihrer Subjektiven Theorie zur eigenständigen Entwicklung von professionellen Handlungsstrategien kommen und somit ihre Subjektiven Theorien gegenüber den wissenschaftlich objektiven Theorien nicht genuin rückschrittlich sein müssen.